# Jeep Gladiator (JT)
De Jeep Gladiator is a middelgrote pick-up truck geproduceerd door de Jeep-divisie van Stellantis Noord-Amerika. De auto werd geïntroduceerd op de Los Angeles Auto Show op 28 november 2018 en de verkopen begonnen in de lente van 2019. De Gladiator is gebaseerd op hetzelfde platform als de Wrangler JL en is de eerste pick-up van Jeep sinds het uit productie nemen van de Jeep Comanche in 1992.
Buiten de Amerika's wordt de Gladiator als eerste ook verkocht in Australië.

## Concept
De Jeep Gladiator Concept is een conceptauto en pick-up van Jeep uit 2005. De auto heeft een 2,8 liter common-rail turbodiesel, die 163 pk levert. De Jeep Gladiator Concept heeft vijf handgeschakelde versnellingen.
Jeep noemde de auto een "Flexible Utility Truck" en maakte bekend dat de auto niet in productie zou gaan, maar dat het platform van de auto wel vaker zou worden gebruikt. Later maakte een woordvoerder van Jeep bekend dat de auto misschien toch in productie zou gaan, wat uiteindelijk niet gebeurde.
De Jeep Gladiator Concept heeft vier of vijf zitplaatsen, maar bij het wegdrukken van de achterwand van de cabine zijn er nog twee zitplaatsen en is de achterbak groter. De auto heeft ook een canvas dak dat open is te schuiven.